# Gesetz zur Einführung einer Rechtsbehelfsbelehrung im Zivilprozess und zur Änderung anderer Vorschriften
Das Gesetz zur Einführung einer Rechtsbehelfsbelehrung im Zivilprozess und zur Änderung anderer Vorschriften (RechtsBehEG) ist ein Bundesgesetz der Bundesrepublik Deutschland. 
Das Gesetz vom 5. Dezember 2012 wurde vom Bundestag am 9. November 2012 in 2. und 3. Lesung des Entwurfs beschlossen, am 11. Dezember 2012 im Bundesgesetzblatt veröffentlicht und trat vollumfänglich am 1. Januar 2014 in Kraft. Teile des Gesetzes traten jedoch bereits am 12. Dezember 2012 bzw. 1. Januar 2013 in Kraft. Das RechtsBehEG entstand aus einer Initiative der Bundesregierung.
Neben einigen Einfügungen und Änderungen in der ZPO, EGGVG und anderen Gesetzen hat die Regelung insbesondere die Einführung einer Belehrungspflicht hinsichtlich zulässiger Rechtsbehelfe in bürgerlichen Rechtsstreitigkeiten und dort vor allem bei Verfahren ohne Anwaltszwang zum Gegenstand. Ebenfalls werden die Rechtsfolgen unterbliebener oder fehlerhafter Belehrungen und eine generelle Belehrungspflicht im Kostenrecht normiert. Das Gesetz hat die Verhinderung der Einlegung unzulässiger Rechtsbehelfe zum Ziel, da die Belehrung in Zukunft Form, Frist und die Bezeichnung des zuständigen Gerichts enthalten muss.